# Dieffenbachia antioquensis
Dieffenbachia antioquensis är en kallaväxtart som beskrevs av Jean Jules Linden och Éduard-François André. Dieffenbachia antioquensis ingår i släktet prickbladssläktet, och familjen kallaväxter. Inga underarter finns listade.